# 流氓皇帝
《流氓皇帝》（英語：The Misadventure of Zoo）是香港電視廣播有限公司拍攝製作的民初恩仇電視劇，全劇共20集，監製王天林。由鄭少秋及李司棋領銜主演，並由劉克宣、鄧碧雲、莊文清、黃日華及秦煌聯合主演，沈殿霞特別演出。這劇集當年曾掀起熱潮，劇中多首歌曲例如〈做人愛自由〉、〈男兒志在四方〉、〈飲勝〉、〈愛在心內暖〉等等都傳誦一時。
此劇曾於1996年1月在翡翠台逢星期一至五14:05－15:05重播，並於2006年12月2日至12月23日是無綫經典台逢星期六連續播映五集。
此劇於2014年被無線電視翻拍，並於2016年12月播出。於本劇飾演山賊的李國麟亦有份參與翻拍劇的演出，並代替已故演員劉克宣飾演「易叔恭」一角色。另一老戲骨魯振順亦由牛力之跟班升格演出董舉人鎮長一角色°

## 故事大綱
《流氓皇帝》是中國近代史縮影。故事講述民國初期， 一介草民朱錦春（鄭少秋飾）（廣東話諧音「豬咁蠢」，「像豬一樣笨」的意思）和鄰居易蓉蓉（李司棋飾）青梅竹马，由於家境贫寒，等不到蓉蓉之父所要的聘礼，只能眼看蓉蓉嫁入董举人家。錦春有一次被神秘的算命先生指稱會成為中國最後一個皇帝，他一笑置之。後來時局混亂，錦春與一班同鄉成為土匪，後來被軍閥兵團招安，又意外成了大帥，後來國民軍北伐成功，錦春落難到了上海，先當了著名影星，後來更成為大亨。其間，锦春一直未忘蓉蓉，千辛万苦，努力寻找蓉蓉。但总是一直找不到蓉蓉。
錦春後來開了百貨公司，並得到「申先生」資助，但錦春的百貨公司被發現把日本產品冒充成其他歐洲國家產品，引來愛國青年搗亂。當錦春找申先生理論時，申先生才向他揭穿身份：他其實是日本派來的間諜，真名叫「伸直腳也」。伸直腳也還向錦春道出接近他的原因：原來錦春的樣貌與前清皇帝溥儀非常相似。因此，伸直先生想把錦春帶到滿洲國作溥儀皇帝的替身。結果，錦春成了皇帝，而伸直腳也亦找到了蓉蓉，帶她到滿洲國陪伴錦春。
錦春最後醒覺，放棄當傀儡皇帝，與蓉蓉及一眾家人同鄉逃離滿洲國，但逃難時遇上火车爆炸，與蓉蓉及家人失散，後來輾轉流落香港，淪為乞丐。八十年代，一名女記者訪問錦春，錦春向她談及身世，後得女記者幫助入住老人院。原來當年的一班家人同鄉沒有在火車爆炸中死去，後來亦來到香港，在老人院生活。當大家見到錦春還以為見鬼，因大家都認定他已被炸死。最後，錦春發現原來女記者的家傭蓉姐就是蓉蓉，但蓉蓉在當年火車爆炸後受傷失憶，只記得自己名字有個蓉字，完全失去對錦春的記憶。而故事最後大團圓結局，錦春哼起年輕時唱給蓉蓉的情歌，令蓉蓉恢復記憶，與錦春相認。此時錦春竟中了六合彩頭獎，但他決定撕毀彩票，與蓉蓉過平淡幸福的生活。

## 演員表

### 主要演員
- 鄭少秋 飾 朱錦春[a]
- 李司棋 飾 易蓉蓉（阿蓉）
- 劉克宣 飾 易叔恭[b]：阿蓉父親。
- 鄧碧雲 飾 尤如絲[c]：媒人婆，朱錦春後母
- 莊文清 飾 龍川鳳[d]
- 黃日華 飾 畢振邦
- 秦　煌 飾 朱祥芬[e]：朱錦春大哥
- 龍天生 飾 莫二毛
- 曾楚霖 飾 勞大舊
- 陳國權 飾 牛玉乾[f]
- 劉兆銘 飾 算命先生
- 梁頌恩 飾 馮小蓉 (專訪朱錦春記者): 收留失憶的蓉蓉當傭人

### 虎頭鎮
- 鄭則士 飾 吳多好[g]
- 盧大衛 飾 董舉人[I]
- 艾　威 飾 抢炮人
- 虞天伟 飾 抢炮人

### 山寨
- 郭　峰 飾 龍錦威[h]
- 李國麟 飾 斬崩刀

### 軍閥
- 盧海鵬 飾 車大炮（車大帥）[i]
- 譚炳文 飾 鄧飛機（鄧大帥）[j]
- 黃　新 飾 王團長
- 李家鼎 飾 烏大龍[k]
- 陳狄克 魔鬼军团指挥（1981年度最終極大反派）
- 上官玉 飾 車大炮姨太太
- 曹　濟 飾 傳令官

### 上海
- 葉德嫻 飾 水亦璇[l]
- 盧國雄 飾 牛　力[II]
- 廖啟智 飾 狄仁志[III]
- 駱應鈞 飾 羅　白[m]
- 凌禮文 飾 銀行經理
- 许绍雄 飾 阿　龟

### 滿洲國
- 江　毅 飾 申先生 / 伸直腳也[n]
- 鄭少秋 分飾 溥　儀
- 沈殿霞 飾 寶　妃
- 吳孟達 飾 鈍親王

## 備註
1. ↑  角色映射已故馬評人董驃
2. ↑  影射上海灘角色丁力
3. ↑  影射上海灘續集角色狄雲志

## 名稱注解
1. ↑  音諧粵語俚語「豬咁蠢」，有「像豬一樣笨」的意思
2. ↑  音諧「二叔公」。二叔公，又稱「朝奉」，是港澳地區典當業的術語，意指一名專門在當舖鑑別估價典當物件的人
3. ↑  音諧魷魚絲
4. ↑  名稱音諧一句粵語俚語：終須有日「龍穿鳳」，唔信成世褲穿窿。意指「終有一天會跨鳳乘龍，不相信一世都窮困潦倒」
5. ↑  音諧豬腸粉
6. ↑  音諧牛肉乾。角色自稱其名字中「乾」一字的讀音與乾隆、乾坤中的「乾」字相同
7. ↑  音諧「唔多好」，粵語「不太好」的意思
8. ↑  音諧「龍咁威」，粵語中「像龍一樣那麼厲害」的意思
9. ↑  「車大炮」為粵語俚語，意指「説謊、吹牛」
10. ↑  音諧「等飛機」
11. ↑  「烏大龍」有「擺了大烏龍」的意思
12. ↑  音諧水翼船
13. ↑  音諧蘿蔔
14. ↑  「申直腳也」意近粵語俚語「兩腳一伸」，意思即「翹辮子」，死去也